# 2-я Хапиловская улица
2-я Хапи́ловская у́лица — улица в районе Соколиная Гора Восточного административного округа Москвы. Проходит с севера на юг от начала Зверинецкой улицы до Щербаковской улицы. Домов по улице не числится.

## История
В XIX веке в этой местности было проложено восемь номерных Хапиловских улиц. Название они получили по историческому району Хапиловка, который располагался севернее — между рекой Хапиловкой и Ткацкой улицей — и имел (наряду со знаменитой Хитровкой) дурную славу, считаясь одним из самых криминальных мест Москвы. Позднее семь из восьми улиц были упразднены в процессе перепланировки сетки улиц Благуши. В настоящее время улица представляет собой малоприметный проезд.

## Транспорт
Через 2-ю Хапиловскую улицу не проходит никакой транспорт, но в непосредственной близости, на Щербаковской улице, ходят трамваи 11, 12 и 32.